# Korman (Pivara)
Pour les articles homonymes, voir Korman.
Korman (en serbe cyrillique : Корман) est un village de Serbie situé dans la municipalité de Pivara (Kragujevac), district de Šumadija. Au recensement de 2011, il comptait 633 habitants.

## Démographie

### Évolution historique de la population
| 1948 | 1953 | 1961 | 1971 | 1981 | 1991 | 2002 | 2011 |
| ---- | ---- | ---- | ---- | ---- | ---- | ---- | ---- |
| 905  | 890  | 889  | 879  | 809  | 765  | 692  | 633  |

|  |